# Věk rozumu
Věk rozumu (anglicky The Age Of Reason) je pamflet Thomase Paine.

## Vznik pamfletu
Druhou část knihy The Age Of Reason napsal Paine ve vězení v Luxemburském paláci, první byla dokončena těsně před zatčením.

## Charakteristika díla
Paine se přímo nazývá deistou a vystupuje proti náboženství a církvi. Sám autor charakterizuje svou knihu takto:
—  Thomas Paine: část II, Kapitola I „The Old Testament“, p. 192. 

## Obsah
Painova kniha Věk rozumu obsahuje myšlenky blízké názorům Allenovým, avšak mnohem více rozvinuté. V předmluvě k první části knihy Paine píše:
Všechny národní církevní organizace . . . nepovažuji za nic jiného než za lidské vynálezy, jejichž účelem je zastrašit a zotročit lidský rod a monopolizovat moc a důchody.
All national institutions of churches . . . appear to me no other than human inventions set up to terrify and enslave mankind, and monopolize power and profit.
—  Thomas Paine: The Age Of Reason, část I, Kapitola I „The Author's Profession of Faith“, p. 6–7. 
Stačí srovnat Painovo zhodnocení křesťanského náboženství a náboženské morálky s Franklinovým hodnocením, abychom viděli rozdíl mezi těmito dvěma směry v deismu. Zatím co Franklin při odstraňování křesťanské mythologie vyzdvihuje morální vznešenost křesťanství a jeho převahu nad ostatními náboženstvími, podrobuje Paine přísné kritice rovněž křesťanskou morálku:
—  Thomas Paine: The Age Of Reason, část II, Kapitola III „Conclusion“, p. 255–256. 
Paine popírá Kristovo božství, nanebevstoupení a vzkříšení, učení o odplatě pokládá za pozdější vynález, jehož účelem je vytahování peněz z kapes věřících.
| „                                                                                       | The invention of a purgatory, and of the releasing of souls therefrom, by prayers, bought of the church with money; the selling of pardons, dispensations, and indulgences, are revenue laws. | “ |
| — Thomas Paine: The Age Of Reason, část I, Kapitola VIII „Of the New Testament“, p. 38. | |   |

Paine vystupuje proti mysteriím, zázrakům, proroctvím, zavrhuje zjevení a neuznává posvatnost „Písma Svatého“; podle něho byla tato kniha napsána smrtlníky a podléhá právě tak historické kritice, jako každá jiná starověká kniha. Paine zkoumá Bibli a Evangelia a dokazuje jejich nevěrohodnost. Tvrdí, že Bible je mladší než Homér a že je současnicí Ezopových bajek:
| „                                                                                   | So far as historical and chronological evidence applies, the very first book in the Bible is not so ancient as the book of Homer, by more than three hundred years, and is about the same age with Æsop's Fables. | “ |
| — Thomas Paine: The Age Of Reason, část II, Kapitola I „The Old Testament“, p. 151. | |   |

Stavě věrohodnost biblických podání do jedné řady s Ezopovými bajkami, srovnává je Paine s jinou starověkou knihou — Euklidovými „Elementy“. Kniha, sloužící za vzor pravdivosti, podobně jako kniha Euklidova, nepotřebuje odkazovat na zjevení a božský původ: taková kniha hovoří sama za sebe,
—  Thomas Paine: The Age Of Reason, část II, Kapitola I „The Old Testament“, p. 111. 
Po konstatování lživosti faktických údajů „Písma Svatého“ přechází Paine ke kritice etické stránky Bible. Dospívá k závěru, že popisované v ní hrdinské činy jsou
—  Thomas Paine: The Age Of Reason, část I, Kapitola VII „Examination of the Old Testament“, p. 30. 
V této souvislosti je třeba se zmínit o Painově hněvné, pro revolučního pracovníka charakteristické tirádě proti křesťanskému přikázání „milujte své nepřátele“:
| „                                                                              | Loving of enemies is another dogma of feigned morality, and has besides no meaning. | “ |
| — Thomas Paine: The Age Of Reason, část II, Kapitola III „Conclusion“, p. 251. |                                                                                     |   |

Filozofickým předpokladem Painova deismu je jeho víra v sílu lidského rozumu a vědeckého poznání.
Paine staví věk rozumu proti věku nevědomosti, který ztotožňuje s obdobím nadvlády křesťanské náboženské ideologie. Paine je přesvědčen, že rozum je nezničitelná zbraň, že za všechny své poznatky vděčí člověk vědě. Sní o kulturní revoluci, která přinutí kazatele, aby se stali vědci, a přemění chrámy ve vědecké školy:
| „                                                                              | If such a revolution in the system of religion takes place, every preacher ought to be a philosopher. Most certainly, and every house of devotion a school of science. | “ |
| — Thomas Paine: The Age Of Reason, část II, Kapitola III „Conclusion“, p. 261. | |   |

Paine bojuje za reálné, objektivní poznání věcí:
—  Thomas Paine: The Age Of Reason, část I, Kapitola XII „The Effects of Christianism on Education; Proposed Reforms“, p. 58. 
Vědy, to nejsou lidské smyšlenky. Vědy předpokládají objektivní existenci přírodních zákonů, které poznávají. Tyto zákony přírody Paine považuje za věčné a neměnné. Své materialistické pojetí poznání formuluje Paine takto:
—  Thomas Paine: The Age Of Reason, část I, Kapitola XI „Of the Theology of the Christians; and the True Theology“, p. 51. 
Paine dokazuje, že objektivní nejsou jenom zákony pohybu nebeských těles, odhalované astronomií, nýbrž že objektivní je i matematické poznání. Trojúhelníky, praví Paine, nejsou výplodem lidského rozumu, nýbrž obrazy objektivních principů:
—  Thomas Paine: The Age Of Reason, část I, Kapitola XI „Of the Theology of the Christians; and the True Theology“, p. 53. 
Neměnné, objektivní zákony přírody chápal Paine mechanisticky:
—  Thomas Paine: The Age Of Reason, část I, Kapitola XI „Of the Theology of the Christians; and the True Theology“, p. 54. 
Paine nebyl ateistou, ale redukoval pojetí Boha na prapříčinu všech věcí:
| „ | The only idea man can affix to the name of God, is that of a first cause, the cause of all things. | “ |
| — Thomas Paine: The Age Of Reason, část I, Kapitola X „Concerning God, and the Lights Cast on His Existence and Attributes by the Bible“, p. 45. | |   |

Paine dokazoval svůj deismus takto:
—  Thomas Paine: The Age Of Reason, p. 45. 
Takové jsou základní these Painova protináboženského pamfletu Věk rozumu.

## Kritika
| „                                          | Jeho deistický Věk rozumu je populární toliko mezi nižšími třídami, neschopnými všimnout si jeho laciné a neakademické kritické metody a jeho vulgárního tónu. | “ |
| — Richardson: American Literature, p. 211. | |   |

| „                                                                  | Paine simply repeats, in the language of the street, the arguments of Collins against prophecy, of Woolston against miracles, of Tindal against revelation, of Morgan against the Old Testament, of Chubb against Christian morality. | Paine jednoduše opakuje jazykem ulice Collinsovy argumenty proti proroctvím, Woolstonovy — proti zázrakům, Tindalovy — proti zjevením, Morganovy — proti Starému Zákonu, Chubbovy — proti křesťanské morálce. | “ |
| — Woodbridge Rile, American Philosophy: The Early Schools, p. 299. | | |   |